# Stammzelllinie
Eine Stammzelllinie ist ein Zelltyp von Stammzellen.

## Eigenschaften
Stammzelllinien zeichnen sich im Vergleich zu differenzierten Zellen durch zwei Eigenschaften aus: sie sind unbegrenzt erneuerbar und sie sind Vorläuferzellen, die sich in verschiedene Zelltypen differenzieren können. Im Gegensatz zu normalen Zelllinien beruht die unbegrenzte Teilungsfähigkeit nicht auf einer Mutation des Genoms, wie sie durch eine Immortalisierung in Zellkultur oder in Tumoren entsteht. Bei den induzierten pluripotenten Stammzellen beruhen ihre Eigenschaften auf äußeren Einflüssen. Im Gegensatz zu differenzierten Zellen (Primärzellen) besitzen Stammzelllinien die Pluripotenz und keine Hayflick-Grenze bei der Zellteilung.

## Typen
Es gibt embryonale, adulte Stammzellen und induzierte pluripotente Stammzelllinien.

### Embryonale Stammzelllinien
Embryonale Stammzellen werden aus der Blastozyste eines Embryos etwa vier bis fünf Tage nach der Befruchtung isoliert, vom Trophoektoderm getrennt und auf Fütterzellen in Zellkultur kultiviert. Eine Kultur von murinen embryonalen Stammzellen ohne Fütterzellen oder Serumbestandteile kann durch Zugabe von LIF und BMP erreicht werden. Sie sind pluripotent und exprimieren die Zelltypmarker Nanog, Oct-4, Sox-2, Rex-1, Dnmt3b, Lin-28, Tdgf1, FoxD3, Tert, Utf-1, Gal, Cx43, Gdf3, Gtcm1, Terf1, Terf2, Lefty A und Lefty B.

### Adulte Stammzelllinien
Adulte Stammzellen kommen in geringer Anzahl in Geweben von Erwachsenen vor, dienen der Regeneration bzw. der Erhaltung der Zellkonstanz und sind eingeschränkt pluripotent, z. B. hämatopoetische Stammzellen (an der Blutbildung beteiligt) oder mesenchymale Stammzellen (im Nabelschnurblut, in amniotischer Flüssigkeit, im Knochenmark, in der Synovialmembran, in der Synovialflüssigkeit, im peripheren Blutkreislauf, in der Haut, im Trabekularknochen, in Muskeln und im Fettgewebe). Hämatopoetische Stammzellen exprimieren CD34, CD133 und CD90, nicht aber CD38. Mesenchymale Stammzellen können zu Osteoblasten, Chondrozyten und Adipozyten differenzieren. Sie exprimieren, je nach Veröffentlichung, die Zelltypmarker CD105, CD73 und CD90, während CD45, CD34, CD14 oder CD11b, CD79α oder CD19, und HLA-DR nicht exprimiert werden bzw. CD13, CD29, CD44, CD49e, CD54, CD71, CD73, CD90, CD105, CD106, CD166 und HLA-ABC und nicht CD14, CD31, CD34, CD45, CD62E, CD62L, CD62P und HLA-DR. Adulte hämatopoetische Stammzellen können zur Knochenmarktransplantation verwendet werden. Sie sind vergleichsweise schwierig zu kultivieren.

### Induzierte pluripotente Stammzelllinien
Induzierte pluripotente Stammzellen sind pluripotent.

## Ethische Aspekte
Die Gewinnung embryonaler Stammzellen unterliegt verschiedenen ethischen Aspekten. Sie ist beim Menschen unter anderem in Deutschland verboten, da ein Embryo dabei zerstört wird.
In den USA ist die Verwendung von humanen embryonalen Stammzelllinien erlaubt, nach Executive Order 13505 darf kein staatliches Forschungsgeld zur Erzeugung neuer embryonaler Stammzelllinien verwendet werden. Das NIH führt eine Online-Datenbank von humanen embryonalen Stammzelllinien. Im September 2016 waren 369 embryonale Stammzelllinien registriert. Nicht alle Stammzelllinien werden häufig verwendet. Im Jahr 2011 verwendeten unter den hESC-verwendenden Laboren 54 % der antwortenden Labore bis zu zwei humane embryonale Stammzelllinien.

## Verwendung
Stammzelllinien, aus ethischen und praktischen Gründen insbesondere induzierte pluripotente Stammzellen, werden unter anderem in der regenerativen Medizin zur Stammzelltherapie per adoptivem Transfer und zum Tissue Engineering eingesetzt oder zur Erforschung der Entwicklung von Geweben bei Gendefekten eingesetzt.

## Geschichte
Die erste Zellkultur von murinen embryonalen Stammzellen basierte auf Fütterzellen und wurde 1981 publiziert. Die erste Zellkultur von murinen Stammzelllinien ohne Fütterzellen oder Serumbestandteile wurde 2003 veröffentlicht. Fortschritte in der Zellkultur von humanen Blastozysten nach einer In-vitro-Fertilisation ermöglichten die Erzeugung der ersten humanen embryonalen Stammzelllinien von James A. Thomson im Jahr 1998, bei der Fütterzellen und Serumbestandteile verwendet wurden. Die Zellkultur humaner embryonaler Stammzellen ohne Serumbestandteile wurde durch eine Zugabe von FGF-2 erreicht und 2005 veröffentlicht.